# Natalie Dessay
Natalie Dessay (Lyon, 1965. április 19. –) francia opera-énekesnő (koloratúrszoprán).

## Élete
Dessay 1965-ben született Lyonban, Nathalie Dessaix néven. Keresztnevét Natalie Wood tiszteletére egyszerűsítette. Saint-Médard-en-Jalles-ban nőtt fel, ahol énekórákat vett Madame Saintrais-től, a Bordeaux-i Opera korábbi énekmesterétől. Ennek ellenére eleinte balett-táncos akart lenni, de 13 éves korában rájött, hogy nincs tehetsége hozzá. Később szülei elől titkolva felhagyott az egyetemen folytatott germanisztikai tanulmányaival, és 18 évesen színészetet kezdett tanulni. Végül abbahagyta az egyetemet, és színházban kezdett dolgozni. Ott egy próbán felfedezték, hogy jó hangja van, 20 éves volt ekkor, ezért úgy döntött, hogy énekesnek tanul. Beiratkozott a Bordeaux-i Konzervatóriumba, és néhány hónap alatt első díjat nyert. Meghallgatás után felvették a toulouse-i Théâtre du Capitole kórusába.
1989-ben, 23 éves korában, megnyerte a France Télécom által támogatott Les Voix nouvelles versenyt, és bekerült az Opéra de Paris tehetséges fiatal énekesek képzési programjába, az École d'Art Lyric-be, ahol egy évet töltött. Ezután Jean-Pierre Blivet magántanárnál tanult, mert az iskolai oktatást, főleg a technikai képzést nem tartotta kielégítőnek. 1991-ben megnyerte a bécsi Staatsoper nemzetközi Mozart-versenyét, és ennek nyomán meghívást kapott különböző fellépésekre, például a Milánói Scala teljes Mozart-előadására. 1992-ben debütált az Opéra Bastille-ban, a Hoffmann meséiben Olympiát énekelte José van Dam mellett. 1993-ban a bécsi Staatsoper tagja lett, és Mozart Szöktetés a szerájból című operájában Blonde szerepével lépett színpadra, de énekelt a Hoffmann meséiben is Plácido Domingo mellett és Richard Strauss Rózsalovagjában Sophie-ként, Anne Sophie von Otterrel. 1994-ben debütált a New York-i Metropolitan Operában, ahol Richard Strauss Arabella című operájában lépett fel. 1997-ben Salzburgban énekelte az Éj királynőjét. 2001-ben a párizsi Théâtre du Châtelet-ben Az árnyék nélküli asszonyban, Aix-en-Provence-ban A varázsfuvolában szerepelt.
Ezután egymást követték a fellépések a világ nagy operaházaiban, miközben tovább bővítette repertoárját, egyre újabb operákban lépett fel (például Thomas: Hamlet, Stravinsky: A csalogány dala, Offenbach: Orfeusz az alvilágban, Donizetti: Lammermoori Lucia, Massenet: Manon stb.).
Nem sokkal ezután bal oldali hangszalagján cisztát találtak, amit 2002 júliusában sikeres műtéttel távolítottak el. 2003 nyarán lépett fel ismét, Santa Fében adott koncertet, majd 2004-ben a Santa Fe-i Operában Bellini Alvajárójában szerepelt. 2004-ben azonban újabb előadásokat kényszerült lemondani, mert másik hangszalagján polipot diagnosztizáltak, ennek eltávolító beavatkozása november 17-én történt meg. A színpadra 2005. május 8-án tért vissza egy montréali jótékonysági koncerten. Montréal után májusban Haydn Termtésében énekelt a Saint-Denis-i Fesztiválon, majd novemberben Gounod Rómeó és Júlia című operájában énekelte Júliát a Metropolitan Operában. 2006 nyarán visszatért a Santa Fe Operába, ahol Paminát énekelte a Varázsfuvolában. Fellépések sora következett, énekelt a Pelléas és Mélisande-ban (Debussy), a Bohéméletben (Puccini), Az ezred lányában(Donizetti), a Traviatában (Verdi), a Julius Caesar Egyiptomban című operában (Händel), a Lammermoori Luciában (Donizetti) stb.
2013-ban, 48 éves korában bejelentette, hogy visszavonul az operaszínpadtól. „A repertoárom elég korlátozott, elénekeltem a hangomhoz illő legtöbb szerepet. Olyan korba értem, amikor már nem akarok naiv kislányt játszani – tehát nincsenek szerepek számomra. Ha ugyanazt kell énekelnem, csak egyre rosszabbul, annak nem látom értelmét. De sok más tervem van, szeretnék prózai színházban játszani, ahol nem kellene énekelnem, hogy kiderüljön, milyen színész vagyok” – nyilatkozta. Tervei szerint koncerténekesként még fellép, lemezeket is készít, de valójában a színészettel akar foglalkozni.
Férje 1994 óta Laurent Naouri francia operaénekes, akinek a kedvéért betért a zsidó felekezetbe. Két gyermekük van.

## Felvételei
Az AllMusic nyilvántartása alapján.
| Megjelenés | Tartalom                                           | Közreműködők | Kiadó                        |
| ---------- | -------------------------------------------------- | --- | ---------------------------- |
| 1995       | Mozart: Concert Arias                              | Orchester de l'Opéra de Lyon, Theodor Guschlbauer                                                                          | EMI Music Distribution       |
| 1998       | Vocalises (Rachmaninov, Ravel, Delibes, Granados…) | Berliner Sinfonie-Orchester, Michael Schonwandt                                                                            | Angel Records/Erato          |
| 2000       | Händel: Alcina                                     | Renée Fleming, Susan Graham, Les Arts Florissants, William Christie                                                        | Erato                        |
| 2002       | Donizetti: Lucie de Lammermoor                     | Roberto Alagna, Ludovic Tézier, Orchestre & Choeur de l'Opéra National de Lyon, Evelino Pido                               | Erato/Virgin                 |
| 2005       | Delirio: Händel's Italian Cantatas                 | Le Concert d'astrée, Emmanuelle Haim                                                                                       | Erato/Virgin Classics        |
| 2007       | Bellini: La Sonnambula                             | Francesco Meli, Carlo Colombara, Orchestre & Choeurs de l'Opéra de Lyon, Evelino Pido                                      | Virgin Classics              |
| 2009       | Bach: Cantatas, BWV 51, 82a, 199                   | Neil Brough, Le Concert d'Astrée, Emmanuelle Haim                                                                          | Erato/Virgin Classics        |
| 2010       | Igor Stravinsky: Le Rossignol; Renard; Oedipus rex | Orchestre & Choeurs de l'Opéra National de Paris, James Conlon, London Philharmonic Choir and Orchestra, Franz Welser-Möst | EMI Classics/Warner Classics |
| 2011       | Brahms: Ein Deutsches Requiem                      | Ludovic Tézier, Swedisch Radio Choir, Frankfurt Radio Symphony Orchestra, Paavo Järvi                                      | Erato/Virgin Classics        |
| 2013       | Entre Elle et Lui                                  | Michel Legrand | Erato/Virgin Classics        |
| 2015       | Baroque (Bach, Händel, Rameau)                     | Le Concert d'Astrée, Emmanuelle Haim; Les Arts Florissants, William Christie                                               | Erato                        |
| 2017       | Schubert                                           | Philippe Cassard | Sony Classical               |
| 2019       | Nougaro: Sur l'écran noir de mes nuits blanches    | | Sony Music                   |